# 佐川義勇
佐川 義勇（さがわ ぎゆう、1896年（明治29年）8月21日 - 没年不明）は、大正から昭和時代前期の台湾総督府官僚。

## 経歴・人物
熊本県上益城郡龍野村（現・甲佐町）に生まれる。1915年（大正4年）3月、熊本県立中学済々黌を卒業し、1920年（大正9年）2月、台湾総督府に奉職する。
1940年（昭和15年）7月、地方理事官に進み、嘉義市助役に就任。ついで1942年（昭和17年）4月、高雄州岡山郡守に就任した。